# Coleraine (Minnesota)
Coleraine es una ciudad ubicada en el condado de Itasca en el estado estadounidense de Minnesota. En el Censo de 2010 tenía una población de 1970 habitantes y una densidad poblacional de 45,71 personas por km².

## Geografía
Coleraine se encuentra ubicada en las coordenadas 47°16′3″N 93°27′8″O / 47.26750, -93.45222. Según la Oficina del Censo de los Estados Unidos, Coleraine tiene una superficie total de 43.09 km², de la cual 41.77 km² corresponden a tierra firme y (3.08%) 1.33 km² es agua.

## Demografía
Según el censo de 2010, había 1970 personas residiendo en Coleraine. La densidad de población era de 45,71 hab./km². De los 1970 habitantes, Coleraine estaba compuesto por el 95.38% blancos, el 0.41% eran afroamericanos, el 1.47% eran amerindios, el 0.15% eran asiáticos, el 0% eran isleños del Pacífico, el 0.15% eran de otras razas y el 2.44% pertenecían a dos o más razas. Del total de la población el 1.37% eran hispanos o latinos de cualquier raza.